# Kochleozaur
Cochleosaurus jest nazwą żyjącego w późnym karbonie (moskow, około 310 milionów lat temu) płaza z rzędu temnospondyli. Zamieszkiwał tereny obecnej Europy środkowo-wschodniej. Jego szczątki odkryto na terenie Czech, w pobliżu Nýřan. Był to średniej wielkości drapieżnik, długości 120-160 cm, wiodący lądowo-wodny tryb życia, podobnie jak dzisiejsze krokodyle. Liczne skamieniałości (odkryto około 50 okazów zwierzęcia) wskazują, że był bardzo rozpowszechnionym na tym terenie mięsożercą.